# Sersou

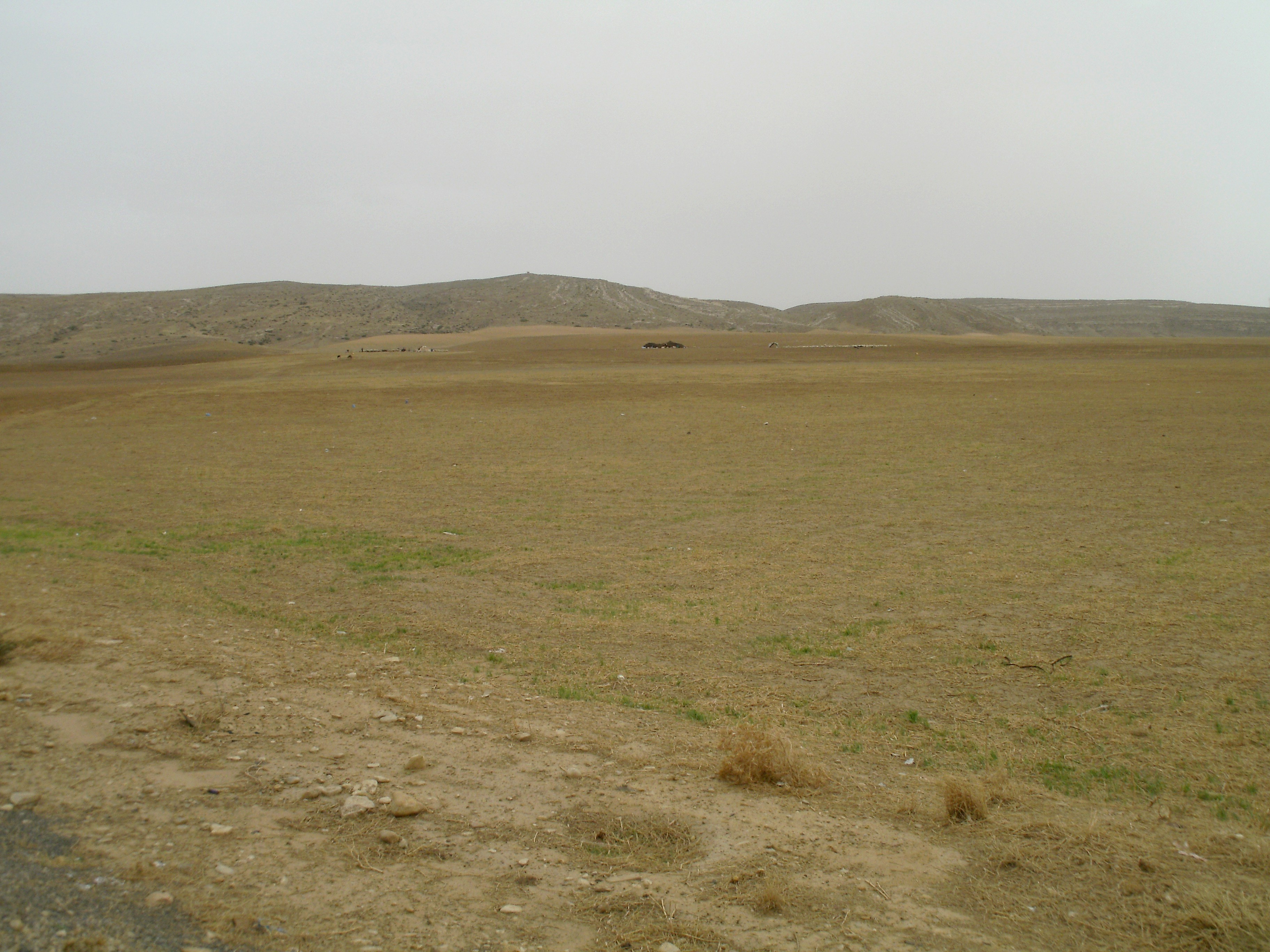
Paysage du Sersou près de Tissemsilt

Le plateau du Sersou est une haute plaine de 900 m d'altitude en moyenne située dans la région centrale des Hauts-Plateaux algériens. Les principales villes de la région sont Tiaret, Tissemsilt, Mahdia et Khemisti.

## Étymologie
Sersou vient du berbère zénète "sers, ⵙⵔⵙ"(descendre) à quoi s'ajoute le suffixe démonstratif "u" pour signifier ici : "terre descendante" ou "plateau".

## Géographie
Le Sersou est situé au sud-ouest d'Alger, à 200 km de la mer. Le plateau qui s'étend sur 60 000 ha a une position méridionale  à la limite de la zone aride. Il assure la transition entre l'Ouarsenis, massif de l'Atlas tellien, et les Hauts-Plateaux algéro-oranais.
Il est bordé au Nord par le massif de l'Ouarsenis, à l'Ouest par Nahr Ouassel, affluent principal du Chélif, au Sud par l'oued Mechti et à l'Est par le Chélif.
Les précipitations dans cette zone se situent, selon les années, entre 350 et 550 mm.

## Histoire
Le Sersou est colonisé à la fin du XIXe siècle. Les colons étendent des cultures sur des propriétés délimitées et les gros éleveurs européens monopolisent les pâturages, refoulant la paysannerie locale vers les piémonts et excluant les grandes tribus nomades du Sud, les Arba et Said Atba, qui faisaient de Sersou leur zone d'estivage privilégiée,.

## Économie
Le Sersou est une région à vocation agro-pastorale.
Avant la réforme agricole, le secteur public, installé sur les terres des ex-colons, domine avec son système de monoculture céréalière et de grandes exploitations (de 1 ha en moyenne chacune) fortement mécanisées et largement assistées par les pouvoirs publics. Mais à côté de ces grandes exploitations gravitent tout un ensemble de petites et moyennes exploitations associant parfaitement une céréaliculture de subsistance et un élevage "commercial". Ainsi, le Sersou est une mosaïque de systèmes de production mixtes "céréaliculture -élevage ovin", "céréales - légumes secs", "céréales jachère'', largement dominés par le système "céréaliculture".